# Українсько-північнокорейські відносини
Українсько-північнокорейські відносини — двосторонні дипломатичні відносини між Україною та КНДР.

## Двосторонні відносини
Українсько-північнокорейські відносини були встановлені 9 січня 1992. Посольство КНДР у Москві є посольством у Росії, Білорусі та Україні. Україна була представлена в КНДР через посольство у КНР.

## Розрив відносин
13 липня 2022 Україна оголосила про розрив дипломатичних відносин з Корейською Народною Демократичною Республікою через визнання нею незалежності терористичних квазідержавних утворень «Донецької народної республіки» та «Луганської народної республіки». У свою чергу МЗС КНДР заявило, що «Україна не має права засуджувати визнання «ДНР» та «ЛНР» з боку Пхеньяну».